# Ferry (Film)
Ferry ist ein Kriminalfilm aus dem Jahr 2021 unter der Regie der belgischen Regisseurin Cecilia Verheyden. Der Film ist ein Prequel der Krimi-Fernsehserie Undercover und bezieht sich auf einen Hauptcharakter, einem Drogenboss. Am 14. Mai 2021 wurde er auf Netflix veröffentlicht.

## Handlung
Ferry wächst in asozialen Verhältnissen auf: Seine Mutter, seine Schwester und er werden von dem gewalttätigen Vater physisch und psychisch misshandelt. Jahre später, 2006, arbeitet Ferry als „Enforcer“ für den Schwerverbrecher Brink in Amsterdam. Ferry prügelt, foltert und mordet für den Boss, der für ihn ein Ersatzvater ist. Als sich Brink und Ferry im bandeneigenen Wettbüro aufhalten, überfallen drei Maskierte den Betrieb. Brink will eine Waffe ziehen und die Räuber beginnen zu schießen, dabei wird Brinks Sohn Mattijs schwer verletzt. Später erliegt er seinen Verletzungen. Es ist Ferrys Aufgabe die Täter zu finden und zu ermorden. Als Hinweis hat Ferry einen Ausdruck einer Überwachungskamera, die einen der Räuber gefilmt hatte. Anhand des Akzents der Angreifer schließen Ferry und Brink, dass es sich um Holländer aus dem Süden des Landes handeln muss. Ferry macht sich in jene Richtung, seine Heimatregion Noord-Brabant, auf.
Dort besucht er seine schwerkranke, jähzornige Schwester Claudia, mit der er sich zerstritten hat. Diese lebt mit dem ehemaligen Verbrecher John zusammen und Ferry bittet John ihn bei der Suche nach den Tätern zu helfen. John erkennt den Mann auf dem Foto sofort, Jason Kant, und Ferry fährt nach Belgien (Lommel), wo dieser auf dem Campingplatz Zonnedauw wohnt. Als er ihn nicht antrifft, mietet er das Nachbarhäuschen auf dem Campingplatz. Abends vertreibt er sich die Zeit auf einem Rummelplatz, wo er die hübsche Daniëlle kennenlernt. Mit einem Trick lockt er Jason Kant auf den Platz und entführt ihn in einen Steinbruch, foltert und exekutiert ihn. Die Mittäter hat Jason nicht preisgegeben, jedoch Ferry liest die Textnachrichten in dessen Handy. Dabei stößt er auf den Namen Davy. Er bittet John die Adresse Davys mithilfe von korrupten Polizisten ausfindig zu machen. Abends sucht er Daniëlle auf dem Rummelplatz, beide nehmen Ecstasy ein, kommen sich näher und verbringen die Nacht miteinander. Am nächsten Morgen hat John Davys Adresse ausfindig gemacht und Ferry fährt zu ihm. Davy Mols lebt in einer abgelegenen Hütte und ist sehr misstrauisch. Ferry dringt in die Hütte ein und es kommt zu einem Kampf auf Leben und Tod. Ferry überwältigt Davy und der gesteht ihm, dass Mattijs die Bande beauftragt hatte. Jener litt unter Geldmangel und von seinem Vater erhielt er keine Unterstützung. Er nennt Ferry auch den Namen des dritten Täters: Lars van Marken. Dann erschießt Ferry ihn. Ferry teilt Brink den Namen van Marken mit und Brink verlangt auch dessen Tod. Dass Mattijs der Anstifter war, verschweigt er ihm jedoch. Ferry kehrt zu Daniëlle zurück, wo auch plötzlich ein junger Mann auftaucht und sich als Daniëlles Bruder vorstellt. Als Ferry den Namen hört und dazu erstmals den Nachnamen Daniëlles, van Marken, erfährt, erkennt er zu seinem Entsetzen, dass es der Lars van Marken ist den er sucht. Auch Lars realisiert sofort, dass dieser Ferry aus Amsterdam ein auf ihn angesetzter Killer sein muss. Lars entfernt sich rasch und versucht durch den Wald zu fliehen, wo Ferry ihn schließlich stellt. Dort gesteht Lars die Tat, beteuert seine marginale Rolle bei dem Überfall und dass er auch kein Geld dafür erhalten habe. Man sieht, wie Ferry einen Schuss abgibt. Er kehrt zum Campingplatz zurück, wo er sich barsch und lieblos von Daniëlle verabschiedet, welche ihm enttäuscht gesteht, dass sie Gefühle für ihn habe. Zurück in Amsterdam sagt er Brink, dass alle drei Angreifer „erledigt“ sind. Dort erfährt er auch, dass Rico, einer aus Brinks Bande, in seiner Abwesenheit offensichtlich innerhalb der Bande aufgestiegen ist. Ferry verliert die Kontrolle über sein Leben. Er trinkt, nimmt Kokain, wird unzuverlässig und wird von Erinnerungen an Daniëlle und dessen Bruder geplagt. In den Augen seines Bosses verliert er an Ansehen. In gedanklichen Rückblenden erfährt man zudem, dass Ferry Lars nicht exekutiert, sondern ihn verschont hat. Zwei Monate später trifft er Daniëlle in Amsterdam wieder und unterhält sich mit ihr. Daniëlle ist für einen Junggesellinnenabschied angereist und wohnt mit ihren Freundinnen in einem Hotel. Als Rico dazukommt, erfährt dieser ihren Nachnamen „van Marken“.
Kurze Zeit später beordert Brink Ferry zu sich und konfrontiert ihn mit dessen Lüge. Brink gibt seinen Männern den Befehl, Ferry zu ermorden, dieser kann sich befreien, tötet Rico, einen weiteren Gangster und schließlich Brink. Er verfolgt einen Killer Brinks, der auf dem Weg zu Daniëlle ist und tötet auch diesen. Dann sucht er Daniëlle in ihrem Hotel auf und gesteht ihr seine Gefühle für sie. Beide gehen zusammen nach Belgien und werden ein Paar. Als er erfährt, dass Lars Ecstasy produzieren kann, legt er den Grundstein für seine Karriere als Drogenboss.

## Rezeption
Oliver Armknecht von Filmrezensionen.de sieht den Film als Mischung aus Drama und Milieuporträt. Die gelegentlichen Gewalttaten sind dabei stimmig und spannend. Der Film zeige aber auch tieftraurige Momente, weil sichtbar wird, wie sich Ferry irgendwie doch nach einem gewöhnlichen Leben sehnt.
Die Kritikerin Teresa Vena empfindet die ganze Handlung des Films forciert und in der Gesamtschau auch banal. Die Zeichnung der Charaktere und die Beobachtung des sozialen Milieus erschienen ihr interessanter als das aktionistische Geschehen.
Johannes Heinemann von 4001Reviews lobt die Authentizität eines guten europäischen Thrillers, mit einem Antihelden und einer rasanten Handlung, ohne sich in Hollywoodklischees zu verlieren.